# Cameron Ames
Cameron Ames ist ein US-amerikanischer Filmeditor.

## Leben
Ames ist der Sohn von Peter Ames und Gina Miller. Nach seinem Schulabschluss an der H.H. Dow High School im Jahr 2013 begann er ein Studium in Broadcast & Cinematic Arts an der Central Michigan University. Dort erwarb er 2017 seinen Bachelor of Fine Arts. Seit 2019 ist er verheiratet.
Bereits im Jahr seines Abschlusses an der Universität, fungierte er am Kurzfilm Int. John als Filmeditor. Seit November 2017 ist er für das Filmstudio The Asylum tätig. Für das Filmstudio war er 2018 am Fernsehfilm Sharknado 6: The Last One als Mitarbeiter im Filmschnitt sowie als Produktionsassistent für den Film Flug 666 beteiligt. Als verantwortlicher Filmeditor war er 2020 für die Filme Asteroid-a-Geddon – Der Untergang naht und Meteor Moon zuständig. 2021 folgten unter anderen Ape vs. Monster, Robot Apocalypse und War of the Worlds – Die Vernichtung. 2022 fungierte er als Filmeditor unter anderen in 4 Horsemen: Apocalypse – Das Ende ist gekommen und Thor: God of Thunder.

## Filmografie (Auswahl)
- 2017: Int. John (Kurzfilm)
- 2018: Sharknado 6: The Last One (The Last Sharknado: It’s About Time, Fernsehfilm)
- 2020: Airliner Sky Battle
- 2020: Rise: The Artist Within (Kurzfilm)
- 2020: Asteroid-a-Geddon – Der Untergang naht (Asteroid-a-Geddon)
- 2020: Meteor Moon
- 2021: Ape vs. Monster
- 2021: Robot Apocalypse
- 2021: Killer Grades (Fernsehfilm)
- 2021: War of the Worlds – Die Vernichtung (War of the Worlds: Annihilation)
- 2022: Dracula – The Original Living Vampire (Dracula: The Original Living Vampire)
- 2022: Family Friends (Fernsehfilm)
- 2022: 4 Horsemen: Apocalypse – Das Ende ist gekommen (4 Horsemen: Apocalypse)
- 2022: Thor: God of Thunder
- 2022: The Secret Life of College Escorts (Fernsehfilm)
- 2022: Time Pirates
- 2022: Nix
- 2022: Super Volcano (Fernsehfilm)
- 2022: Crown Prince of Christmas (Fernsehfilm)
- 2023: Blind Waters
- 2023: Dante’s Hotel
- 2023: Snow White and the Seven Samurai
- 2024: Continental Split
- 2024: Alien: Rubicon
- 2024: Shark Warning